# Gete Wami
Gete Wami (ur. 11 grudnia 1974 w Debre Byrhan) – etiopska lekkoatletka, specjalizująca się w biegach na długich dystansach. Trzykrotna olimpijka (1996, 2000, 2008), w tym medalistka olimpijska z Atlanty i Sydney.

## Najważniejsze osiągnięcia
- Igrzyska Olimpijskie
  - Srebro: Sydney 2000 - 10 000 m
  - Brąz: Atlanta 1996 - 10 000 m
  - Brąz: Sydney 2000 - 5000 m
- Mistrzostwa świata
  - Złoto: Sewilla 1999 - 10 000 m
  - Brąz: Edmonton 2001 - 10 000 m
- Mistrzostwa świata w biegach przełajowych
  - Złoto: Stellenbosch 1996 - długi dystans
  - Złoto: Belfast 1999 - długi dystans
  - Złoto: Ostenda 2001 - krótki dystans
  - Srebro: Vilamoura 2000 - długi dystans
  - Srebro: Ostenda 2001 - długi dystans
  - Brąz: Turyn 1997 - długi dystans
  - Brąz: Marrakesz 1998 - długi dystans
- Igrzyska afrykańskie
  - Brąz: Harare 1995 - 10 000 m
  - Złoto: Johannesburg 1999 - 10 000 m

Źródło: 